# 高倉永豊
高倉 永豊 （たかくら ながとよ）は、室町時代中期の公卿。参議・高倉永藤の子。官位は正二位・権中納言。高倉家4代。法名は常慶。
高倉家で初めて正二位・権中納言まで昇進した。

## 経歴
嘉吉4年（1444年） 従三位・非参議に任ぜられ、公卿に列する。その後、従三位、正三位、従二位に昇進する一方で、右衛門督、備中権守を歴任する。享徳3年（1454年）高倉家で初めて権中納言に昇進。翌康正元年（1455年）高倉家で初めて正二位に昇進する。康正3年（1457年）に権中納言を辞し、2日後に出家。文明10年（1478年）薨去。享年72。

## 官歴
注釈のないものは『公卿補任』による
- 時期不詳：右衛門督[2]
- 応永25年（1418年） 正月5日：従五位上[2]
- 応永33年（1426年） 正月6日：従四位下[2]
- 嘉吉4年（1444年） 正月6日：従三位、非参議、右衛門督如元
- 文安6年（1449年） 正月5日：正三位
- 宝徳元年（1449年） 閏10月某日：参議
- 宝徳2年（1450年） 3月29日：兼備中権守
- 宝徳3年（1451年） 某日：辞参議
- 享徳元年（1452年） 閏8月18日：従二位
- 享徳3年（1454年） 7月14日：権中納言
- 康正元年（1455年） 某日：正二位
- 康正3年（1457年） 6月17日：辞権中納言。6月19日：出家（法名常慶）
- 文明10年（1478年） 6月19日：薨去（享年72[3]）

## 系譜
- 父：高倉永藤[1][2]
- 母：不詳
- 生母不明の子女
  - 男子：高倉永継（1427 - 1510）[1][2]
  - 女子：今出川教季室[4]
  - 男子：高倉永熈[4]